# Cele o sută de mii de regate
Cele o sută de mii de regate - The Hundred Thousand Kingdoms este un roman de fantezie din 2010 al scriitoarei americane N. K. Jemisin, prima carte a Trilogiei The Inheritance. Este romanul de debut al Jemisinei, care a fost publicat de Orbit Books în 2010. A câștigat premiul Locus în 2011 pentru cel mai bun roman de debut și a fost nominalizat la premiile World Fantasy, Hugo și Nebula, printre altele. Continuarea romanului, The Broken Kingdoms, a apărut tot în 2010. 

## Rezumat
Yeine Darr, jelind uciderea mamei sale, este chemată în magnificul oraș plutitor al cerului de bunicul ei Dekarta, conducătorul lumii și șeful familiei Arameri. Întrucât Yeine este tot membră a familiei Arameri (deși înstrăinată din cauza circumstanțelor nașterii sale), el o numește moștenitoare a sa, dar a atribuit deja acest rol atât nepoatei sale, cât și nepotului său, ceea ce duce la o luptă spinoasă pentru putere a celor trei. Yeine trebuie să stăpânească rapid complicațiile crudei societăți Arameri pentru a avea vreo speranță de a câștiga. Ea este, de asemenea, atrasă de intrigile zeilor, patru locuind în cer ca armele puternice și înrobite ale familiei  Arameri. Cu doar câteva zile înainte de ceremonia succesiunii Arameri, Yeine se luptă să dezlege misterul uciderii mamei sale, în timp ce supraviețuiește mașinațiilor rudelor și zeilor.

## Recepție
Cartea a fost bine primită. A câștigat premiul Locus din 2011 pentru cel mai bun prim roman  și premiul „ Romantic Times Reviewers’ Choice Award. A fost preselecționat pentru Premiul Tiptree din 2010, Crawford Award 2011  și a fost nominalizat la 2010 Premiul Nebula  pentru cel mai bun roman, Premiul Hugo din 2011 pentru cel mai bun roman, World Fantasy Award pentru cel mai bun roman,  David Gemmell Legend Award din 2011  și premiul  Goodreads Readers’ Choice pentru fantezie.

## Traducere
- N. K. Jemisin - Cele o sută de mii de regate, Editura Paladin, februarie 2016, traducere de Radu Hăulică